# 사울레
사울레(리투아니아어: Saulė, 라트비아어: Saule)는 태양신이며, 리투아니아 신화와 라트비아 신화에 나오는 일반적인 발트 신화의 신이다. 리투아니아어와 라트비아어로 된 명사 Saulė/Saule은 일명 전통적인 이름으로, 초기-발트의 이름 *Sauliā> *Saulē에서 유래했다.

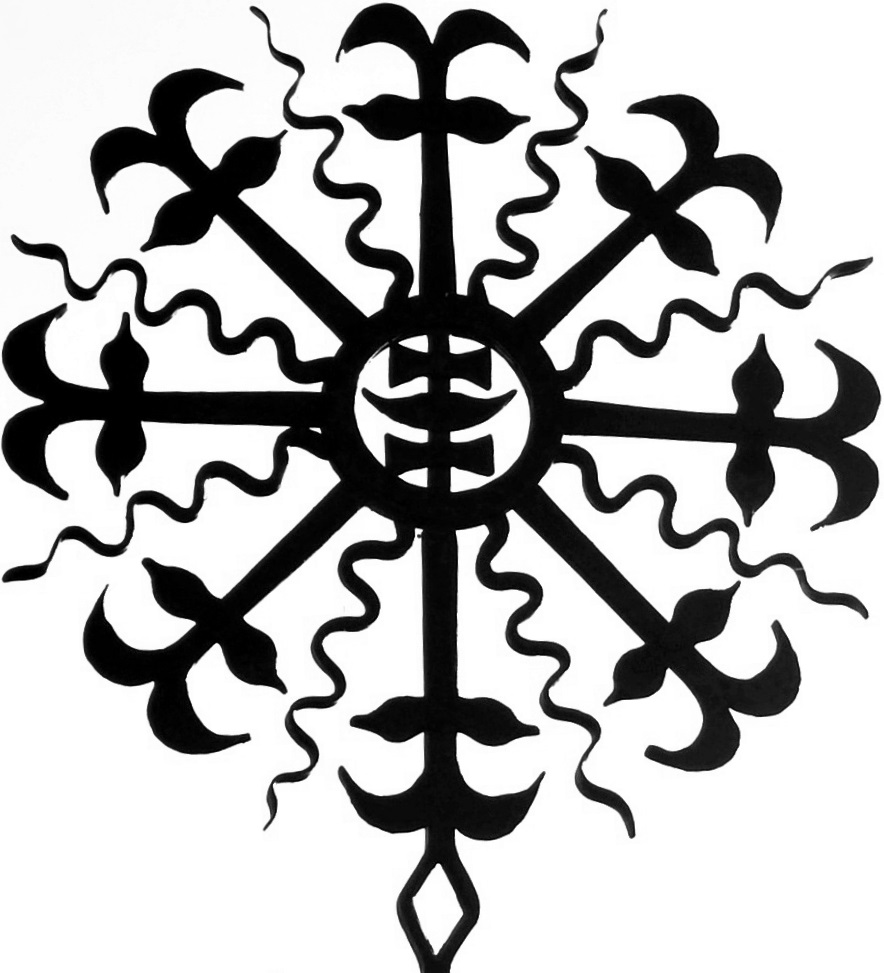
리투아니아에서는 다양한 예배당 기둥과 기념물이 고대 태양의 상징으로 장식되어 있다.

## 설명
사울레는 가장 강력한 신들 중 한 명이다. 삶, 다산, 온정 및 건강의 여신이다. 그녀는 불행한 사람들, 특히 고아들을 돕고 있다. "세계" (pasaulis 또는 pasaule)라는 말은 리투아니아어와 라트비아어로 "태양 아래 있는 곳"으로 번역된다.

## 라트비아
사울레와 메누오 (Múnuo)/메네스(Mēness) (달)은 아내와 남편 사이였다. 메누오는 아우슈리네 (샛별 또는 금성)와 사랑에 빠졌다. 그의 불륜에 천둥신 페르쿠나스는 메누오에게 벌을 내렸다. 내린 벌에 대해서는 여러 가지 버전이 있다. 첫 번 째 버전은 메누오가 두 조각으로 나눠졌지만 실수를 교훈삼지 않았기 때문에 매달 반복된다. 두 번 째 버전에서는 메누오와 사울레가 이혼했다고 주장하지만 둘 다 딸 제미나 (지구)를 보고싶어 했다. 그래서 달이 밤에 방문하는 동안은 태양은 낮에는 빛난다. 세 번 째 버전은 메누오의 얼굴이 디에바스 (최고 신) 또는 사울레에 의해 변형됐다고 주장한다.
다른 신화에서 아우슈리네는 사울레의 딸이나 하인으로 묘사된다. 아우슈리네는 사울레에게 불을 붙였고 그녀는 하늘을 가로질러 하루동안 여행을 떠날 준비를 한다. 바카리네 (저녁 별)는 저녁에 사울레를 위한 침대를 만든다. 리투아니아 신화에서 사울레는 다른 행성의 어머니이다 : 인드라야 (목성), 셀리아 (토성), 지에즈레 (화성), 바이보라 (수성)

## 축제
사울레의 축제는 여름 동안 치른다. 리투아니아의 라소스 (기독교가 들어온 이후 성 요한의 날로 바뀌었다.)와 라트비아의 야니에는 화환 만들기, 마법이 담긴 고사리 꽃을 찾기, 모닥불을 태우기, 불 위를 도약하기를 하면서 다음 날 아침 4시경 태양을 맞이한다. 이 날은 가장 즐거운 전통 공휴일이다. 동지에는 사울레가 돌아오는 것을 축하한다. 기독교는 리투아니아의 쿠시오스 Kūčios(리투아니아어: ˈkuːtʃʲɔs)와 라트비아의 지에마슈브츠키 Ziemassvētki(라트비아어: z̪iemas̪s̪veːt̪ki)를 크리스마스로 흡수했다. 춘분을 중심으로 다른 축하 행사가 열린다.

## 같이 보기
- 잘티스

## 참고 문헌
1. ↑  발트 어원학
2. 1 2 3  Jonas Trikūnas, 편집. (1999). 《Of Gods & Holidays: The Baltic Heritage》. Tvermė. 75–77쪽. ISBN 9986-476-27-5.
3. ↑  Jonas Trikūnas, 편집. (1999). 《Of Gods & Holidays: The Baltic Heritage》. Tvermė. 120–124쪽. ISBN 9986-476-27-5.